# Llista d'asteroides/173001-173100
| Nom           | Designació provisional | Data de descobriment   | Lloc de descobriment | Descobridor/s       |
| ------------- | ---------------------- | ---------------------- | -------------------- | ------------------- |
| 173001 -      | 2006 MH15              | 20 de juny de 2006     | Mount Lemmon         | Mount Lemmon Survey |
| 173002 Dorfi  | 2006 OS                | 17 de juliol de 2006   | Altschwendt          | W. Ries             |
| 173003 -      | 2006 OD6               | 18 de juliol de 2006   | Mount Lemmon         | Mount Lemmon Survey |
| 173004 -      | 2006 OH14              | 21 de juliol de 2006   | Mount Lemmon         | Mount Lemmon Survey |
| 173005 -      | 2006 OQ20              | 30 de juliol de 2006   | Siding Spring        | SSS                 |
| 173006 -      | 2006 PC6               | 12 d'agost de 2006     | Palomar              | NEAT                |
| 173007 -      | 2006 PU6               | 12 d'agost de 2006     | Palomar              | NEAT                |
| 173008 -      | 2006 PL9               | 13 d'agost de 2006     | Palomar              | NEAT                |
| 173009 -      | 2006 PB10              | 13 d'agost de 2006     | Palomar              | NEAT                |
| 173010 -      | 2006 PW11              | 13 d'agost de 2006     | Palomar              | NEAT                |
| 173011 -      | 2006 PL13              | 14 d'agost de 2006     | Siding Spring        | SSS                 |
| 173012 -      | 2006 PG17              | 15 d'agost de 2006     | Palomar              | NEAT                |
| 173013 -      | 2006 PQ19              | 13 d'agost de 2006     | Palomar              | NEAT                |
| 173014 -      | 2006 PF22              | 15 d'agost de 2006     | Palomar              | NEAT                |
| 173015 -      | 2006 PX25              | 13 d'agost de 2006     | Palomar              | NEAT                |
| 173016 -      | 2006 PZ26              | 15 d'agost de 2006     | Palomar              | NEAT                |
| 173017 -      | 2006 PO27              | 13 d'agost de 2006     | Siding Spring        | SSS                 |
| 173018 -      | 2006 PS27              | 13 d'agost de 2006     | Siding Spring        | SSS                 |
| 173019 -      | 2006 PT29              | 12 d'agost de 2006     | Palomar              | NEAT                |
| 173020 -      | 2006 PF37              | 12 d'agost de 2006     | Palomar              | NEAT                |
| 173021 -      | 2006 QW1               | 17 d'agost de 2006     | Palomar              | NEAT                |
| 173022 -      | 2006 QU2               | 17 d'agost de 2006     | Palomar              | NEAT                |
| 173023 -      | 2006 QX3               | 18 d'agost de 2006     | Kitt Peak            | Spacewatch          |
| 173024 -      | 2006 QG7               | 17 d'agost de 2006     | Palomar              | NEAT                |
| 173025 -      | 2006 QA17              | 17 d'agost de 2006     | Palomar              | NEAT                |
| 173026 -      | 2006 QL18              | 17 d'agost de 2006     | Palomar              | NEAT                |
| 173027 -      | 2006 QO18              | 17 d'agost de 2006     | Palomar              | NEAT                |
| 173028 -      | 2006 QP18              | 17 d'agost de 2006     | Palomar              | NEAT                |
| 173029 -      | 2006 QQ19              | 17 d'agost de 2006     | Palomar              | NEAT                |
| 173030 -      | 2006 QE29              | 21 d'agost de 2006     | Palomar              | NEAT                |
| 173031 -      | 2006 QM29              | 16 d'agost de 2006     | Siding Spring        | SSS                 |
| 173032 -      | 2006 QF40              | 25 d'agost de 2006     | La Cañada            | J. Lacruz           |
| 173033 -      | 2006 QX44              | 19 d'agost de 2006     | Kitt Peak            | Spacewatch          |
| 173034 -      | 2006 QG45              | 19 d'agost de 2006     | Kitt Peak            | Spacewatch          |
| 173035 -      | 2006 QL50              | 22 d'agost de 2006     | Palomar              | NEAT                |
| 173036 -      | 2006 QR51              | 23 d'agost de 2006     | Palomar              | NEAT                |
| 173037 -      | 2006 QK57              | 25 d'agost de 2006     | RAS                  | A. Lowe             |
| 173038 -      | 2006 QZ76              | 21 d'agost de 2006     | Palomar              | NEAT                |
| 173039 -      | 2006 QW80              | 24 d'agost de 2006     | Palomar              | NEAT                |
| 173040 -      | 2006 QV92              | 16 d'agost de 2006     | Palomar              | NEAT                |
| 173041 -      | 2006 QD96              | 16 d'agost de 2006     | Palomar              | NEAT                |
| 173042 -      | 2006 QU96              | 16 d'agost de 2006     | Palomar              | NEAT                |
| 173043 -      | 2006 QP104             | 28 d'agost de 2006     | Anderson Mesa        | LONEOS              |
| 173044 -      | 2006 QL107             | 28 d'agost de 2006     | Catalina             | CSS                 |
| 173045 -      | 2006 QP114             | 27 d'agost de 2006     | Anderson Mesa        | LONEOS              |
| 173046 -      | 2006 QD116             | 27 d'agost de 2006     | Anderson Mesa        | LONEOS              |
| 173047 -      | 2006 QJ121             | 29 d'agost de 2006     | Catalina             | CSS                 |
| 173048 -      | 2006 QQ128             | 17 d'agost de 2006     | Palomar              | NEAT                |
| 173049 -      | 2006 QH141             | 18 d'agost de 2006     | Palomar              | NEAT                |
| 173050 -      | 2006 QU142             | 31 d'agost de 2006     | Vicques              | M. Ory              |
| 173051 -      | 2006 QM168             | 30 d'agost de 2006     | Anderson Mesa        | LONEOS              |
| 173052 -      | 2006 QP170             | 19 d'agost de 2006     | Kitt Peak            | Spacewatch          |
| 173053 -      | 2006 RU9               | 13 de setembre de 2006 | Palomar              | NEAT                |
| 173054 -      | 2006 RR71              | 15 de setembre de 2006 | Kitt Peak            | Spacewatch          |
| 173055 -      | 2006 RT79              | 15 de setembre de 2006 | Kitt Peak            | Spacewatch          |
| 173056 -      | 2006 SP8               | 16 de setembre de 2006 | Anderson Mesa        | LONEOS              |
| 173057 -      | 2006 SD51              | 17 de setembre de 2006 | Catalina             | CSS                 |
| 173058 -      | 2006 SY53              | 16 de setembre de 2006 | Catalina             | CSS                 |
| 173059 -      | 2006 SE56              | 19 de setembre de 2006 | Catalina             | CSS                 |
| 173060 -      | 2006 SA59              | 16 de setembre de 2006 | Catalina             | CSS                 |
| 173061 -      | 2006 SQ59              | 16 de setembre de 2006 | Catalina             | CSS                 |
| 173062 -      | 2006 SD86              | 18 de setembre de 2006 | Kitt Peak            | Spacewatch          |
| 173063 -      | 2006 SG93              | 18 de setembre de 2006 | Kitt Peak            | Spacewatch          |
| 173064 -      | 2006 SD122             | 19 de setembre de 2006 | Catalina             | CSS                 |
| 173065 -      | 2006 SZ123             | 19 de setembre de 2006 | Catalina             | CSS                 |
| 173066 -      | 2006 SY127             | 17 de setembre de 2006 | Catalina             | CSS                 |
| 173067 -      | 2006 SX148             | 19 de setembre de 2006 | Kitt Peak            | Spacewatch          |
| 173068 -      | 2006 SU171             | 25 de setembre de 2006 | Kitt Peak            | Spacewatch          |
| 173069 -      | 2006 SQ199             | 24 de setembre de 2006 | Kitt Peak            | Spacewatch          |
| 173070 -      | 2006 SW256             | 26 de setembre de 2006 | Kitt Peak            | Spacewatch          |
| 173071 -      | 2006 SM280             | 29 de setembre de 2006 | Anderson Mesa        | LONEOS              |
| 173072 -      | 2006 SG387             | 30 de setembre de 2006 | Apache Point         | A. C. Becker        |
| 173073 -      | 2006 TS49              | 12 d'octubre de 2006   | Palomar              | NEAT                |
| 173074 -      | 2006 TU60              | 14 d'octubre de 2006   | Bergisch Gladbach    | W. Bickel           |
| 173075 -      | 2006 UC                | 16 d'octubre de 2006   | Wrightwood           | J. W. Young         |
| 173076 -      | 2006 UV50              | 17 d'octubre de 2006   | Catalina             | CSS                 |
| 173077 -      | 2006 UH134             | 19 d'octubre de 2006   | Kitt Peak            | Spacewatch          |
| 173078 -      | 2006 UM187             | 19 d'octubre de 2006   | Catalina             | CSS                 |
| 173079 -      | 2006 UY187             | 19 d'octubre de 2006   | Catalina             | CSS                 |
| 173080 -      | 2006 UN188             | 19 d'octubre de 2006   | Catalina             | CSS                 |
| 173081 -      | 2006 UD219             | 16 d'octubre de 2006   | Catalina             | CSS                 |
| 173082 -      | 2006 UT265             | 27 d'octubre de 2006   | Catalina             | CSS                 |
| 173083 -      | 2006 WG80              | 18 de novembre de 2006 | Kitt Peak            | Spacewatch          |
| 173084 -      | 2007 PO1               | 5 d'agost de 2007      | Črni Vrh             | Črni Vrh            |
| 173085 -      | 2007 PY31              | 8 d'agost de 2007      | Socorro              | LINEAR              |
| 173086 Nireus | 2007 RS8               | 8 de setembre de 2007  | Vicques              | M. Ory              |
| 173087 -      | 2007 RJ20              | 2 de setembre de 2007  | Catalina             | CSS                 |
| 173088 -      | 2007 RS36              | 8 de setembre de 2007  | Anderson Mesa        | LONEOS              |
| 173089 -      | 2007 RJ37              | 8 de setembre de 2007  | Anderson Mesa        | LONEOS              |
| 173090 -      | 2007 RJ207             | 10 de setembre de 2007 | Kitt Peak            | Spacewatch          |
| 173091 -      | 2007 RU217             | 13 de setembre de 2007 | Kitt Peak            | Spacewatch          |
| 173092 -      | 2007 RP240             | 14 de setembre de 2007 | Mount Lemmon         | Mount Lemmon Survey |
| 173093 -      | 2007 TH35              | 7 d'octubre de 2007    | Mount Lemmon         | Mount Lemmon Survey |
| 173094 -      | 2007 TM69              | 14 d'octubre de 2007   | Suno                 | V. S. Casulli       |
| 173095 -      | 2007 TV73              | 13 d'octubre de 2007   | RAS                  | A. Lowe             |
| 173096 -      | 2007 TA79              | 5 d'octubre de 2007    | Kitt Peak            | Spacewatch          |
| 173097 -      | 2007 TJ115             | 8 d'octubre de 2007    | Anderson Mesa        | LONEOS              |
| 173098 -      | 2007 TO129             | 6 d'octubre de 2007    | Kitt Peak            | Spacewatch          |
| 173099 -      | 2007 TR149             | 8 d'octubre de 2007    | Socorro              | LINEAR              |
| 173100 -      | 2007 TF263             | 10 d'octubre de 2007   | Kitt Peak            | Spacewatch          |